# 非洲條紋松鼠屬
非洲條紋松鼠屬（烏干達條紋松鼠），哺乳綱、囓齒目、松鼠科的一屬，而與非洲條紋松鼠屬（烏干達條紋松鼠）同科的動物尚有西里伯斯松鼠屬（西里伯斯松鼠）、非洲巨松鼠屬（非洲巨松鼠）、矮松鼠屬（黑耳矮松鼠）、非洲小松鼠屬（非洲小松鼠）等之數種哺乳動物。